# دراگون کوئست ۱۰
دراگون کوئست ۱۰: بیداری ۵ پرسه‌زن آنلاین (به انگلیسی: Dragon Quest X: Awakening of the Five Walkers Online), که تحت عنوان دراگون کوئست ۱۰ آنلاین (به انگلیسی: Dragon Quest X Online) هم شناخته می شود، یک بازی نقش‌آفرینی برخط چندنفره گسترده (MMORPG) است که توسط اسکوئر انیکس توسعه داده شده و منتشر شده است.